# White Lotus
White Lotus bzw. White Lotus Press ist ein thailändischer Verlag, der in der Hauptstadt Bangkok gegründet wurde und auf Südostasiatica spezialisiert ist.

## Geschichte und Programm
Der Verlag wurde 1972 mit dem Ziel gegründet, neue Bücher über Südostasien herauszubringen und lange vergriffenen Büchern neues Leben einzuhauchen. Im September 2005 zog er von Bangkok an seinen neuen Standort in der Nähe von Pattaya um. Inhaber des Verlags ist der in Hamburg gebürtige Verleger Diethard Ande (geb. 1938).
Dem ersten eigenen Titel des auf Spezialliteratur über Südostasien – insbesondere „Kultur, Religion, Psychologie und Linguistik der Länder zwischen Indien und China“ – ausgerichteten Verlages, Yao Ceremonial Paintings von Jacques Lemoine (1982), folgten viele weitere. Die Bücher über Amdo und Kham von Andreas Gruschke erschienen beispielsweise in diesem Verlag, wie auch die Reihe über die Ethnic groups of Laos von Joachim Schliesinger.
Zum Programm gehören beispielsweise die vom Verlag veröffentlichten Bücher Tiziano Terzanis Saigon 1975, Louis Pichons A Journey to Yunnan in 1892, The Railways of Thailand, The Woman Gender & Development Reader, H. Elliott McClures Migration and Survival of the Birds of Asia, K. Khemanandas Know Not a Thing. Insights into Dynamic Meditation, Hello My Big Big Honey! Love Letters to Bangkok Bar Girls und Working with the Thais. A Guide to Managing in Thailand.